# Krzysztof Pujdak
Krzysztof Pujdak (fr. Christophe Pujdak) (ur. 1938 w Warszawie) – polski i francuski architekt.

## Życiorys
Studiował na Wydziale Architektury Politechniki Warszawskiej, w 1966 uzyskał dyplom architekta. W 1981 emigrował do Francji, w latach 1985-1986 pracował w paryskim biurze Ieoha Minga Pei przy projekcie Grand Louvre. Jego zadaniem było opracowanie detali struktury Piramidy Luwru oraz dziedzińca. W latach 1987–1988 pracował przy projekcie przebudowy CNIT (Le Centre des nouvelles industries et technologies) w paryskiej dzielnicy La Défense. W 1989 został szefem projektu w pracowni Vasconi & Associes, do 2003 specjalizował się w opracowywaniu detali architektonicznych i technicznych.